# Werner Janssen
Hans-Werner Janssen (New York, 1º giugno 1899 – Stony Brook, 19 settembre 1990) è stato un compositore statunitense di colonne sonore cinematografiche.

## Candidature
Di seguito le candidature all'Oscar per la miglior colonna sonora
- Il generale morì all'alba (1937)
- Marco il ribelle (1939)
- Eternamente tua (1940)
- Capitan Kidd (1946)
- Veleno in paradiso (1946)
- L'uomo del Sud (1946)